# Ganz Deutschland lacht!
Ganz Deutschland lacht! ist eine seit 1999 mehrfach aufgelegte Anthologie des deutschen Witzes von Chris Howland, Michael Lentz und Dieter Thoma, welche mit den Autoren als Sprecher auch als Hörbuch erschien. Das Buch war ein Bestseller, 1999 gelangte es bis auf Platz 1 der Belletristikbestsellerliste der Wochenzeitung Die Zeit.

## Inhalt
Buch bzw. Hörbuch erzählen „50 deutsche Jahre im Spiegel ihrer Witze“ und entlarven dabei die Spießigkeit des deutschen Nachkriegshumors, der trotzdem lachen machte.
„Zeitgeschichte fürs Zwerchfell“ nannte die Kölnische Rundschau dann auch die kommentierte Zusammenstellung, die unter anderem den Fragen nachgeht, welche Witze warum weitergegeben wurden, welche Reaktionen auf Zeitströmungen auszumachen sind und welche Unterschiede zwischen dem Humor in der DDR und dem der BRD bestanden hätten.

## Erstausgabe
- Michale Lentz, Dieter Thoma, Chris Howland: Ganz Deutschland lacht! Fünfzig deutsche Jahre im Spiegel ihrer Witze. dtv, München 1999, ISBN 978-3423241717